# Trofeo Piva 2024
De 75e editie van de wielerwedstrijd Trofeo Piva vond plaats op 7 april 2024. De 170 deelnemers moesten een parcours van 179,2 kilometer in en rond Col San Martino afleggen. De wedstrijd maakte deel uit van de UCI Europe Tour, met de categorie 1.2U. Door die categorie was de wedstrijd enkel toegankelijk voor beloften. De Tsjech Pavel Novák won, voor de Italiaan Alessandro Pinarello en Diego Pescador uit Colombia.

## Uitslag
| Plaats  | Naam                 | Ploeg                              | Tijd     |
| ------- | -------------------- | ---------------------------------- | -------- |
| Winnaar | Pavel Novák          | MBH Bank Colpack Ballan            | 4u30'26" |
| 2       | Alessandro Pinarello | VF Group-Bardiani CSF-Faizanè      | + 11"    |
| 3       | Diego Pescador       | GW Erco Shimano                    | + 24"    |
| 4       | Florian Kajamini     | MBH Bank Colpack Ballan            | + 30"    |
| 5       | Gal Glivar           | UAE Team Emirates Gen Z            | z.t.     |
| 6       | Edoardo Zamperini    | UC Trevigiani-Energiapura Marchiol | z.t.     |
| 7       | Marco Palomba        | General Store-Essegibi-F.lli Curia | z.t.     |
| 8       | Nicolò Arrighetti    | Biesse-Carrera                     | z.t.     |
| 9       | Marco Schrettl       | Tirol KTM                          | z.t.     |
| 10      | Giovanni Bortoluzzi  | General Store-Essegibi-F.lli Curia | + 41'    |
| 11      | Travis Stedman       | Q36.5 Cont.                        | z.t.     |
| 12      | Ludovico Crescioli   | Technipes #inEmiliaRomagna         | z.t.     |
| 13      | Noé Melot            | AVC Aix-en-Provence                | z.t.     |
| 14      | Raffaele Mosca       | Q36.5 Cont.                        | + 43"    |
| 15      | Paul Buschek         | Tirol KTM                          | + 57"    |
| 16      | David Paumann        | Tirol KTM                          | z.t.     |
| 17      | Simone Zanini        | Astana Qazaqstan Dev.              | + 59"    |
| 18      | Tommaso Dati         | Biesse-Carrera                     | z.t.     |
| 19      | Federico Biagini     | VF Group-Bardiani CSF-Faizanè      | z.t.     |
| 20      | Ilchan Dostjev       | Astana Qazaqstan Dev.              | + 1'03"  |
|         |                      |                                    |          |
| 36      | Duarte Marivoet      | UAE Team Emirates Gen Z            | + 3'55"  |